# Streptaxoidea
Streptaxoidea (лат.) — надсемейство лёгочных улиток из отряда Stylommatophora (класс Gastropoda). Включает около 1000 видов в 60 родах.

## Таксономия

### Таксономия 2005 года
В таксономии Bouchet & Rocroi (2005) было признано единственное семейство Streptaxidae внутри Streptaxoidea.

### Таксономия 2010 года
Sutcharit et al. (2010) выделили новое семейство Diapheridae внутри Streptaxoidea следующим образом:
- семейство Streptaxidae Gray, 1860
- семейство Diapheridae Panha & Naggs, 2010[1]

Rowson et al. (2011) подтвердили монофилию Streptaxidae и Diapheridae как сестринской группы.